# Пітайо
Пітайо (Ochthoeca) — рід горобцеподібних птахів родини тиранових (Tyrannidae). Представники цього роду мешкають в Андах .

## Таксономія і систематика
Молекулярно-генетичне дослідження, проведене Телло та іншими в 2009 році дозволило дослідникам краще зрозуміти філогенію родини тиранових. Згідно із запропонованою ними класифікацією, рід Пітайо (Ochthoeca) належить до родини тиранових (Tyrannidae), підродини Віюдитиних (Fluvicolinae) і триби Fluvicolini. До цієї триби систематики відносять також роди Курета (Myiophobus), Патагонський пітайо (Colorhamphus), Тиранчик-короткодзьоб (Sublegatus), Вогнистий москверо (Pyrocephalus), Віюдита (Fluvicola), Білоголова віюдита (Arundinicola), Ятапа-стернохвіст (Gubernetes), Ятапа (Alectrurus) і Тиран-ножицехвіст (Muscipipra).

## Види
Виділяють вісім видів:
- Пітайо темноспинний (Ochthoeca cinnamomeiventris)
- Пітайо венесуельський (Ochthoeca nigrita)[6]
- Пітайо каштановолий (Ochthoeca thoracica)[7]
- Пітайо рудоволий (Ochthoeca rufipectoralis)
- Пітайо іржастий (Ochthoeca fumicolor)
- Пітайо скельний (Ochthoeca oenanthoides)
- Пітайо білобровий (Ochthoeca leucophrys)
- Пітайо перуанський (Ochthoeca piurae)

Низку видів, яких раніше відносили до роду Пітайо (Ochthoeca) було переведено до відновленого роду Silvicultrix.

## Етимологія
Наукова назва роду Ochthoeca походить від сполучення слів дав.-гр. οχθος — насип, пагорб і οικος — житель.